# Kuranstalt Friedenfels
Die Kuranstalt Friedenfels in Wilen bei Sarnen war ein naturheilkundliches Kurhaus der Lebensreform-Bewegung in der Schweiz.

## Geschichte der Kuranstalt
Gegründet wurde sie um 1900 vom Architekten und sich als «Kneipp-Arzt» bezeichnenden Otto Rammelmeyer und seiner Frau Martha. Zur Kuranstalt gehörten Luftbäder sowie ein eigenes See-Strandbad. Die Anhänger der Lebensreformbewegung, unter anderem Henri Oedenkoven und seine Lebensgefährtin, die Pianistin Ida Hofmann, die 1900 die Künstlersiedlung Monte Verità mitbegründet haben, besuchten im Herbst 1901 die alternative Kuranstalt Friedenfels.

«Unser Weg dorthin galt dem Besuche der Naturheilanstalt Friedenfels, in deren Besitzer und seiner Frau wir sehr sympathische, natürliche Menschen kennen lernten. Ausser den bekannten physikalischen Hellmitteln der Natur legen Rammelmeyers besonderes Gewicht auf die Heilung durch Gebet, eine Richtung, welche neuerer Zeit besonders in Berliner Kreisen so stark betont wird, dass Kaiser Wilhelm sich veranlasst fand, den Auswüchsen derselben Einhalt zu tun.»

1907 beabsichtigten Otto und Martha Rammelmeyer zusammen mit Julius Becker ein Natur-Erziehungsheim «nach den modernsten pädagogischen Grundsätzen» und «auf naturgesetzlicher Basis» ins Leben zu rufen. Becker war Verlagsbuchhändler in Gera und gab Mitte der 1890er Jahre Beckers Volksbücher. Eine christliche Volks-, Gemeinde- und Arbeiter-Bibliothek heraus.
Nach einem aussergewöhnlichen Todesfall eines Patienten im Jahre 1908 verboten die Obwaldner Behörden Otto Rammelmeyer jegliche ärztliche Tätigkeit.
Martha Rammelmeyer war auch als Autorin tätig und veröffentlichte neben Beiträgen in verschiedenen Zeitschriften ein vegetarisches Kochbuch, das in zahlreichen Auflagen erschienen ist. Auch Otto Rammelmeyer verfasste verschiedene Schriften.
In den 1930er Jahren inserierte die Kuranstalt als «vegetarisches Ferienheim». Das Angebot umfasste damals Naturheilmethoden und Homöopathie, Diät-, Rohkost und Fastenkuren sowie «erfolgreiche Lehmbehandlung bei Stoffwechselstörungen, Magen-, Darm-, Herz, Nierenleiden, Arterienverkalkung, hoher Blutdruck, Rheumatismus, Harnsäureleiden und Eczeme».
Der Kurbetrieb wurde in den 1960er Jahren eingestellt; 1966 erwarb der Industrielle Erwin Braun die Liegenschaft Niderholz. 1979 brannte das Kurhaus ab.